# Pietro dalle Carceri
Pietro dalle Carceri (fallecido en diciembre de 1340) fue Triarca de Eubea. Era el hijo de Grapozzo dalle Carceri y de Beatrice da Verona, ambos señores de una parte Eubea. 
Sucedió a su padre como Triarca de Eubea (parte central), junto con su prima María y su marido Andrea Cornaro. En 1323 capturó la sexta parte de la isla que poseía Andrea Cornaro. En 1328 heredó una parte adicional del Triarcado central a la muerte de su madre. Mediante un acuerdo en 1338 con Bartolomé II Ghisi, Triarca de la parte sur de Eubea, acordó que Venecia debería controlar la ciudad de Calcis.
Se casó primero con la hija de Jorge II Ghisi, señor de Tinos y Míkonos, y se convirtió en señor de la mitad de la Baronía de Chalandritsa, en el Principado de Acaya. De este matrimonio no tuvo hijos.
Su segundo matrimonio fue con Balzana Gozzadini, viuda de Érard II de Aulnay, barón de Arcadia, en el Principado de Acaya. De este matrimonio tuvo un hijo.
- Giovanni, que se casó con Fiorenza Sanudo, duquesa de Naxos.